# جنيه لويس
جنيه لويس هي عملة محلية مستخدمة في بلدة لويس، شرق ساسكس. استوحيت هذه العملة من جنيه توتنس وبركشير، وقد طُرحت بمباركة مجلس البلدة في سبتمبر 2008 من قِبل بلدة لويس الانتقالية، استجابةً لتحديات تغير المناخ وذروة النفط. سيتوقف العمل بجنيه لويس، ولن يكون صالحًا اعتبارًا من 31 أغسطس 2025.

## تاريخ
قدمت مدينة لويس عملتها الخاصة لأول مرة في عام 1789، ولكن أُوقفت في عام 1895 إلى جانب عدد من العملات المحلية الأخرى. وقد حظيت إعادة تقديمها في سبتمبر 2008 بتغطية إعلامية وطنية.
في 3 يوليو 2009، أُعلن عن تمديد المخطط وإصدار أوراق نقدية جديدة من فئات 5 و10 و21 جنيهًا إسترلينيًا. وتؤكد ورقة الـ 21 جنيهًا إسترلينيًا على حقيقة أن خمسة بنسات من كل جنيه إسترليني يُشترى من لويس تذهب إلى مؤسسة خيرية محلية تُسمى صندوق لويس الحي.
اعتبارًا من 2017, notes in circulation are:[بحاجة لمصدر]
- 1 جنيه، أخضر، بدون تاريخ
- 1 جنيه، أخضر، 2009
- 1 جنيه، أخضر، 2017
- 5 جنيهات، أزرق، 2009
- 5 جنيهات، أزرق، 2013
- 5 جنيهات، أزرق، 2017
- 10 جنيهات، صفراء، 2009
- 10 جنيهات، أزرق، 2014
- 21 رطلاً، أحمر، 2009

تمت طباعة عدد خاص بمناسبة الذكرى السنوية الـ 750 لمعركة لويس في منتصف عام 2014. 

## قيمة
قيمة جنيه لويس ثابتة عند جنيه إسترليني واحد، وفي يناير 2023، أصبح من الممكن استخدامه في أيٍّ من حوالي 100 متجر وشركة في لويس، وهو عدد يفوق بكثير ما كان متوقعًا عند طرح العملة لأول مرة.  أحيانًا، تقدم الشركات المحلية خصمًا على الدفع بجنيهات لويس. بيعت بعض أقدم الأوراق النقدية على موقع إيباي بقيم أعلى بكثير، مما دفع شركة لويس باوند سي آي سي إلى البدء في بيع عبوات من أسطوانات LP لهواة الجمع لتمويل عملياتها.  تعليق من شركة لويس باوند سي آي سي: "على الرغم من ادعاءات صحيفة التايمز بخلاف ذلك، من الواضح أن ما يُسمى بالجذب السياحي يجذب المزيد من الزوار إلى لويس، الذين ينفقون أموالهم في المطاعم والمتاجر المحلية."

## مظهر
يظهر على الجهة الأمامية صورة لساوث داونز، مع صورة لتوماس باين، أحد سكان لويس، ومقولة له: "بإمكاننا بناء عالم جديد". وعلى الجهة الخلفية صورة لقلعة لويس. طُبعت الأوراق النقدية على ورق نقدي تقليدي، وتحمل العديد من ميزات الأمان، بما في ذلك ترقيم فريد وعلامات مائية وعلامات حرارية.
لقد تلقى جنيه لويس وحركة المدن الانتقالية انتقادات لفشلهما في معالجة احتياجات سكان لويس على نطاق أوسع، وخاصة الفئات الاجتماعية والاقتصادية الدنيا. وقد تعرضت مثل هذه المبادرات الخاصة بالعملة المحلية لانتقادات أوسع نطاقًا في ضوء النجاح المحدود في تحفيز الإنفاق الجديد في الاقتصادات المحلية وباعتبارها استراتيجية غير واقعية للحد من انبعاثات الكربون.

## روابط خارجية
- الموقع الرسمي
- التفاصيل والصور ولوحة الإعلانات
- مجلة العملة المجتمعية الإلكترونية